# Albert W. Ketèlbey
Albert William Ketèlbey, född 9 augusti 1875 i Aston Manor, Birmingham, död 26 november 1959 i Cowes, Isle of Wight, var en brittisk tonsättare, dirigent och musiker.
Mest kända av hans kompositioner är På en persisk marknad (In a Persian Market) och I en klosterträdgård (In a Monastery Garden). Han var även verksam under pseudonymerna William Aston och Anton Vodorinski.